# Valajärvi (sjö i Urdiala, Birkaland)
Valajärvi är en sjö i kommunen Urdiala i landskapet Birkaland i Finland. Sjön ligger 106,9 meter över havet. Arean är 1,06 kvadratkilometer och strandlinjen är 6,36 kilometer lång. Sjön  ingår i Kumo älvs huvudavrinningsområde.   Den ligger omkring 52 km söder om Tammerfors och omkring 130 km nordväst om Helsingfors. 
I sjön finns öarna Lammassaari, Selkäkari, Sepänsaari och Satulakari. 